# OP-kod
OP-kod kommer av engelskans OPeration code vilket innebär en viss processors kommando eller mnemonic vilket ofta utgörs i form av ett tre bokstäver långt ord såsom LDA (LoaD accumulator A). Ett rent användande av dessa kommandon eller OP-koder innebär att man programmerar i assembler.
OP-kod är ett begrepp inom datortekniken som avser den del av en maskinkodsinstruktion hos en processor som specificerar den operation som skall utföras. Opkodernas format och funktion specificeras i instruktionsuppsättningen hos processorn ifråga. Utöver själva opkoden har en maskininstruktion vanligtvis också en eller flera operander som bestämmer den data på vilken operationen skall agera. Några operationer kan ha implicita operander där operanderna är inte direkt specificerade. Andra operation har inga operander alls.
Operationerna som opkoden beskriver kan vara aritmetiska, logiska, programkontrollerande och systemfunktioner.
En processor kan ha olika många OP-koder. Om den har många (typiskt >50) kallas den för en CISC och har den få kallas den för en RISC.
Ska man vara strikt är det inte kommandon som styr processorn utan instruktioner. Dessa instruktioner består av två delar dvs. en OP-kod och, vanligtvis, ett argument eller operand. När processorn läser programmet läser den först OP-koden, som då via det interna instruktionsregistret talar om för den vad den ska göra, och sedan operanden som vanligtvis är ett tal av någon form till exempel en adress eller ett binärt värde. Exempelvis skulle första instruktionen i ett program kunna vara:
LDA #$FE
vilket innebär att ackumulator A laddas med det hexadecimala talet FE eller binärt 11111110.